# 25-а общостроителна дивизия
25-а общостроителна дивизия е бившо съединение на Строителни войски.

## История
Създадено е на 24 юни 1968 г. със заповед № 030 на началника на Управление „Трудова повинност“ като Специализиран строителен батальон с военнопощенски номер 1268. На 1 юли 1968 г. започва да изпълнява корпоративно, държавно и собствено жилищно строително в района на София. От 1969 г. е преобразуван в полк. От 13 февруари 1974 г. със заповед № 01 името му се променя на 25-а общостроителна бригада с център кв. Лагера в София. На 8 юли 1978 г. със Заповед № 029 на базата на бригадата и на разформированата преди това Бригада за жилищно строителство по системата „НОЕ“ и 1. а.м.бат. се създава 25-а общостроителна дивизия с гарнизон София. Заповедта е изпълнена на 25 юли същата година. Военнопощенския номер е 1265. Същата година е сменен на под. 62560. От 1988 г. се преименува на 25-а строителна механизирана дивизия. Състои се от 1 строителен полк – кв. Земляне, 2 строителен полк – кв. Обеля, 3 строителен полк – кв. Бояна-Киноцентър и 4 строителен полк – кв. Обеля. Към нея още се числят автомашинен полк в кв. Обеля, самостоятелен батальон с виброполигон, дърводелска работилница, арматурен двор, гипсов цех, железарска работилница, мозаечен цех и обслужващ взвод, всички в кв. Обеля и самостоятелна осигурителна рота в кв. Горубляне. От 1 юли 1998 г. се трансформира в 25-а строителна механизирана бригада, която престава да съществува на 31 август 2000 г.

## Наименования и устройство
- Специализиран строителен батальон (24 юни 1968 – 1969)
- Специализиран строителен полк (1969 – 13 февруари 1974)
- 25-а общостроителна бригада (13 февруари 1974 – 25 юли 1978)
- 25-а общостроителна дивизия (25 юли 1978 – 1988)
- 25-а строителна механизирана дивизия (1985 – 1 юли 1998)
- 25-а строителна механизирана бригада (1 юли 1998 – 31 август 2000)

## Командири
- Генерал-майор Рангел Симов[1]
- Генерал-майор Борис Анакиев (1989 – 1993)
- Подполковник Любомир Ценков
- Полковник Илия Велчев от 22 юли 1998[2]